# Codonopsis viridiflora
Codonopsis viridiflora är en klockväxtart som beskrevs av Carl Maximowicz. Codonopsis viridiflora ingår i släktet Codonopsis, och familjen klockväxter. Inga underarter finns listade i Catalogue of Life.